# Castello di Torriglia
Il castello di Torriglia è stato un edificio difensivo e dimora nobiliare delle varie famiglie feudali (Malaspina, Fieschi e Doria), sito in località Colomba, nella parte alta in via al Castello sopra Torriglia, nella città metropolitana di Genova.

## Storia

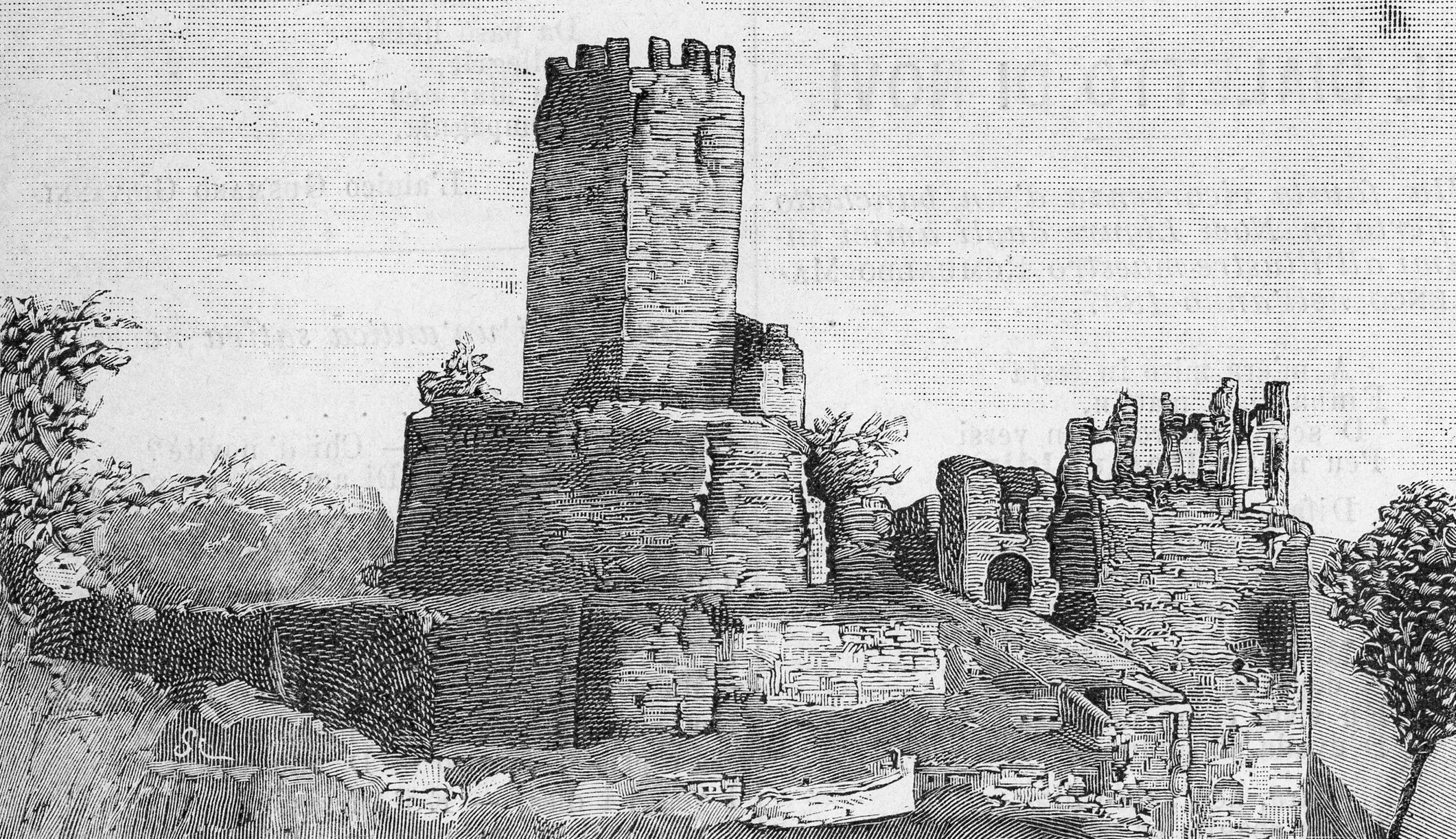
Xilografia del 1899 ritraente il castello

Sovrastanti il borgo di Torriglia rimangono i resti dell'antico castello eretto, secondo alcune fonti locali, intorno o dopo l'anno 1000; la datazione è ancora oggi incerta anche a causa dei numerosi interventi di distruzione-riedificazione che si susseguirono nei secoli passati. Il primo documento ufficiale che certifica l'esistenza del castello è una bolla papale del 1153 del pontefice Anastasio IV.
Nel 1180 divenne proprietà della famiglia Malaspina che conservarono tale possedimento fino al 1250 con l'approvazione dell'imperatore Federico II di Svevia; nella seconda metà del XIII secolo venne assoggettato alla famiglia Fieschi, conti di Lavagna.
Subì il primo assedio nel 1392 da parte di Raffaele Adorno e ancora nel 1450 dalle truppe milanesi del duca Filippo Maria Visconti; quest'ultima impresa fu vittoriosa per il Ducato di Milano, ma appena due anni dopo il castello ritornò ai Fieschi che ottennero il controllo feudale del borgo, e quindi del maniero, fino al 1547. Dopo la celebre Congiura dei Fieschi, episodio storico che avvenne nello stesso anno, la proprietà su Torriglia e sul locale castello passeranno alla famiglia Doria che creò un marchesato, poi principato indipendente, come risulta dalle investiture imperiali presso l'archivio Doria Pamphilj di Roma. È in questa fase che si cambiò radicalmente l'originaria struttura adattandola  agli stili e usi dell'epoca. Il possedimento fu mantenuto dai Doria fino al 1799 quando, in concomitanza con i coevi avvenimenti napoleonici, fu assalito e distrutto dagli abitanti di Torriglia.
Abbandonato quindi dopo la soppressione dei feudi imperiali, il castello cadde in una inesorabile rovina che lo portò ben presto allo stato di rudere; il maniero fu tuttavia protagonista nella seconda guerra mondiale in quanto fu utilizzato come rifugio e punto di osservazione dalla bande partigiane nella lotta di Resistenza.
Interessato da lavori per il recupero dell'intero complesso, finanziati con fondi dell'allora ministero per i Beni e le Attività Culturali e della Regione Liguria, il castello è nuovamente accessibile al pubblico dal 2009.

## Struttura
La struttura originaria, come si apprende da alcuni documenti e disegni storici conversati presso l'archivio della famiglia Doria Pamphili, era raggiungibile dal borgo  attraverso due stradine che salivano al castello congiungendosi, alla sommità, nei pressi della cosiddetta "torretta", un edificio quadrangolare con tetto a punta forse utilizzato a scopi difensivi o di guardia. Il collegamento proseguiva quindi verso il giardino del Principe, l'attuale parco.
Il castello si presentava in forma rettangolare, forse circondato da un fossato, il bastione, e aveva una disposizione su due o più piani. Questi erano adibiti a salotto, una sala maggiore, le camere, i magazzini e la stanza delle armi; nel bastione circolare, rivolto ad oriente, trovava spazio una cappella e una sala adibita ad archivio.
Di puro stile fliscano, quindi è ipotizzabile un rimaneggiamento durante la dominazione della famiglia Fieschi, era la conformazione della torre - alta 19 m, quadrata e coronata da merli di fattura guelfa - situata all'estremità settentrionale del complesso. È ormai certa, in questa torre, la presenza di ambienti destinati alla reclusione dei prigionieri e persino alla tortura, sulla base di documenti nei quali si descrivono numerosi tentativi di evasione. La parte inferiore della torre è caratterizzata da grosse pietre uguali, martellate, che gli storici fanno risalire ad un periodo antico, forse all'epoca romana, mentre la parte superiore è formata da mattoni cotti in fornace sormontati da pietre irregolari.